# Richtlinie (EU) 2022/2464 (CSRD)
Die Richtlinie (EU) 2022/2464 hinsichtlich der Nachhaltigkeitsberichterstattung von Unternehmen, auch CSRD (eng. „Corporate Sustainability Reporting Directive“) ist eine Richtlinie der Europäischen Union, die einen neuen Rahmen für das Berichtswesen von europäischen Unternehmen schafft. Sie betrifft alle Umwelt-, Sozial- und Governance-Dimensionen (ESG) der Geschäftstätigkeit und steht in Verbindung mit anderen wichtigen EU-Regelungen. Ihr Ziel ist die Einführung europäischer Standards für die Nachhaltigkeitsberichte von Unternehmen.
Die Richtlinie (EU) 2022/2464 steht im Kontext der nachhaltigen Entwicklung. Die Veröffentlichung nicht-finanzieller Nachhaltigkeitsinformationen soll es Finanzmärkten, der Zivilgesellschaft und Konsumenten ermöglichen, die Nachhaltigkeitsleistung von europäischen Unternehmen besser zu bewerten.
Das Gesetzgebungsverfahren bewegt sich im Rahmen des Europäischen Green Deal. Es begann am 22. April 2021 mit der Veröffentlichung des Entwurfs durch die Kommission und endete auf europäischer Ebene durch die Veröffentlichung der Richtlinie im Amtsblatt der Europäischen Union am 16. Dezember 2022. Anschließend ist der Rechtsakt in allen Mitgliedstaaten in nationales Recht umzusetzen. Die ersten Unternehmen müssen die neuen Regeln erstmals im Geschäftsjahr 2024 für Berichte anwenden, die im Jahr 2025 veröffentlicht werden.

## Kontext
Die CSRD-Richtlinie steht im Kontext der nachhaltigen Entwicklung. Sie zielt darauf ab, die wirtschaftlichen, sozialen und ökologischen Aspekte der Aktivitäten von Organisationen miteinander in Einklang zu bringen und ist zu einer bedeutenden europäischen Herausforderung für die Unternehmen geworden. Vor diesem Hintergrund und in Anknüpfung an die Maßnahmen, die von den europäischen Unternehmen bereits auf freiwilliger Basis ergriffen wurden (siehe Gesellschaftliche Verantwortung der Unternehmen, CSR), haben die Institutionen der Europäischen Union beschlossen, neue Regelungen einzuführen, um die Verantwortung der Unternehmen für die Veröffentlichung von Informationen zur Nachhaltigkeit zu stärken.
Aufgrund dieser Problematik haben die europäischen Institutionen die Verabschiedung von Standards und einer Reihe von regulatorischen Verpflichtungen beschlossen. Die ergriffenen Maßnahmen zielen darauf ab, die Qualität der Nachhaltigkeitsberichterstattung zu verbessern.

## Verfahren
Im Jahr 2014 führte die Richtlinie 2014/95/EU, die sogenannte Non-Financial Reporting Directive (NFRD), eine nichtfinanzielle Berichterstattung von Unternehmen in der Europäischen Union ein. Diese Richtlinie wurde 2017 in Deutschland durch das CSR-Richtlinie-Umsetzungsgesetz umgesetzt, welches die Nichtfinanzielle Erklärung (NFE) einführt.
Am 21. April 2021 legte die Europäische Kommission den CSRD-Vorschlag im Rahmen des Green Deal für Europa und der Agenda für nachhaltige Finanzen vor. Am 24. Februar 2022 billigten die EU-Mitgliedstaaten einstimmig den Standpunkt des Rates zum CSRD-Vorschlag. Am 21. Juni 2022 erzielten der Rat und das Europäische Parlament eine vorläufige Einigung über die Richtlinie, die von den Vertretern der EU-Mitgliedstaaten am 30. Juni 2022 gebilligt wurde.
Die CSRD-Richtlinie wurde schließlich am 16. Dezember 2022 im Amtsblatt der Europäischen Union veröffentlicht.

### Nationale Umsetzung
Am 6. Dezember 2023 setzte Frankreich als erstes europäisches Land die neue Richtlinie in nationales Recht um. Der aktuelle Stand der Umsetzung ist im EU-Rechtsportal EUR-Lex einsehbar. Bislang haben folgende weitere EU-Länder die Umsetzung in nationales Recht vollzogen: Dänemark, Irland, Rumänien, Slowakei, Schweden, Tschechien.
In Deutschland liegt seit dem 23. Juli 2024 der Regierungsentwurf (204 Seiten, zzgl. Synopse und Informationspapier) für das Umsetzungsgesetz vor. Da dieses nicht fristgerecht bis Ende Juli 2024 verabschiedet wurde, hat die EU-Kommission ein Vertragsverletzungsverfahren gegen die Bundesrepublik Deutschland eingeleitet. Auch bis Jahresende 2024 fand sich im Bundestag keine Mehrheit für eine Verabschiedung. Das hat zur Folge, dass eigentlich berichtspflichtige Unternehmen für 2024 doch nicht nach CSRD berichten müssen. Sie können dies aber freiwillig tun.
In Österreich wird die nationale Umsetzung vom Justizministerium vorbereitet.
Der deutsche Normenkontrollrat beziffert 2024 die Kosten für die Umsetzung der CSRD-Richtlinie in deutsches Recht mit 1,6 Milliarden Euro.

### Omnibus-Paket
Am 25. Februar 2025 hat die EU-Kommission ein Vereinfachungspaket verabschiedet. Der Omnibus-Vorschlag beinhaltet die Änderung der Schwellenwerte für die CSRD-Berichtspflicht, die Verringerung der Angabepflichten und die Verschiebung der Umsetzungspflichten für Unternehmen neben Änderungen zur Corporate Sustainability Due Diligence Directive (CSDDD) und zur EU-Taxonomie.

## Ziele
Die CSRD-Richtlinie zielt darauf ab, Lücken in den bestehenden Regeln für Nachhaltigkeitsberichtersttattung zu schließen. Die Finanzmärkte brauchen Zugang zu verlässlichen, relevanten und vergleichbaren Informationen über Umwelt, Soziales und Governance (ESG), wenn privates Kapital in die Finanzierung der ökologischen und sozialen Wende gelenkt werden soll. Die Veröffentlichung von Nachhaltigkeitsinformationen könnte zusätzliche Investitionen und Finanzmittel anziehen, um den im europäischen Green Deal beschriebenen Übergang zu einer nachhaltigen Wirtschaft zu erleichtern.

## Inhalt

### Betroffene Unternehmen
Im Hinblick auf die Herausforderungen der nachhaltigen Entwicklung besteht das Ziel der CSRD-Richtlinie darin, die Veröffentlichungspflicht von Nachhaltigkeitsinformationen für Unternehmen in der Europäischen Union zu stärken. Die Richtlinie schreibt dabei vor:  
Im Vergleich zur Richtlinie (EU) 2014/95 (NFRD) zur „Angabe nichtfinanzieller und die Diversität betreffender Informationen“ wird der Kreis der Unternehmen, die zukünftig berichten müssten, erheblich erweitert (siehe Umsetzungsfristen).
Konzerntöchter müssen nicht selbst berichten, wenn die Berichterstattung auf Konzernebene erfolgt.

### Aufbau
Die Richtlinie hat den Charakter eines Artikelgesetzes. Sie ändert folgende Rechtsakte:
- Richtlinie 2013/34/EU – Bilanz-Richtlinie
- Richtlinie 2004/109/EG – Transparenz-Richtlinie
- Richtlinie 2006/43/EG – Abschlussprüfungs-Richtlinie
- Verordnung EU/537/2014 – Abschlussprüfungs-Verordnung

### Nachhaltigkeitsinformationen
Wesentlicher Inhalt des Vorschlags ist die Veröffentlichung (bzw. Offenlegung) folgender Informationen mit Nachhaltigkeitsbezug. Diese wurden mit Taxonomieverordnung Artikel 9 eingeführt:
1. Allgemeine Standards
  - ESRS 1 Allgemeine Anforderungen
  - ESRS 2 Allgemeine Angaben
2. Umwelt-Standards
  - ESRS E1 Klimawandel
  - ESRS E2 Umweltverschmutzung
  - ESRS E3 Wasser- und Meeresressourcen
  - ESRS E4 Biologische Vielfalt und Ökosysteme
  - ESRS E5 Ressourcennutzung und Kreislaufwirtschaft
3. Soziale Standards
  - ESRS S1 Eigene Belegschaft
  - ESRS S2 Arbeitskräfte in der Wertschöpfungskette
  - ESRS S3 Betroffene Gemeinschaften
  - ESRS S4 Verbraucher und Endnutzer
4. Governance-Standards
  - ESRS G1 Unternehmenspolitik

Die Richtlinie soll eine bessere Berücksichtigung von Nachhaltigkeitserwägungen bei der Entscheidungsfindung von Unternehmen fördern, die, wie oben erwähnt, die Bereiche Umwelt, Soziales und Governance (ESG) umfassen. Die Unternehmen müssen ihre Nachhaltigkeitsberichte jährlich aktualisieren.
Dabei müssen sie das Prinzip der doppelten Materialität berücksichtigen. Die doppelte Materialität ist ein Konzept, das durch die CSRD-Richtlinie der Europäischen Union eingeführt wurde. Es dient der Analyse sowohl:
1. der Auswirkungen der sozialen, gesellschaftlichen und ökologischen Herausforderungen auf die wirtschaftliche Leistung des Unternehmens („Outside-In“-Sicht);
2. als auch die Auswirkungen der Unternehmensaktivitäten auf die Gesellschaft und die Umwelt („Inside-Out“-Sicht).

Es geht für die Unternehmen darum, ihre Transparenz zu erhöhen. Es geht auch darum, ihrem Engagement für Nachhaltigkeit gerecht zu werden.
Im RTS zur CSRD sind die Details der Nachhaltigkeitsberichtserstattung geregelt. Inhaltlich basiert dieser Rechtsakt auf den European Sustainability Reporting Standards (ESRS), mit deren Ausarbeitung die Europäische Kommission die European Financial Reporting Advisory Group (EFRAG) beauftragt hatte.

## Umsetzungsfristen
In Artikel 5 der Richtlinie sind die Umsetzungsfristen festgelegt. In Abhängigkeit folgender Eigenschaften eines Unternehmens ergibt sich die Pflicht zur Veröffentlichung und der Zeitpunkt der Erstanwendung:
- PIE: Das Unternehmen ist ein PIE (Public Interest Entity), d. h. ein Unternehmen von öffentlichem Interesse.
- Mitarbeiter: Durchschnittliche Mitarbeiterzahl in einem Geschäftsjahr
- Bilanzsumme: Bilanzsumme des Unternehmens zum Geschäftsjahresende in EUR bzw. umgerechnet in EUR
- Nettoumsatz: Nettoumsatz des Unternehmens im gesamten Geschäftsjahr in EUR bzw. umgerechnet in EUR

Der Zeitpunkt der Erstanwendung bezieht sich auf den Beginn eines Geschäftsjahres, d. h. Geschäftsjahre, die am oder nach dem 1. Januar des genannten Jahres beginnen. Die Kriterien basieren auf den Definitionen der Richtlinie 2013/34/EU (Bilanz-Richtlinie) Artikel 3 „Kategorien von Unternehmen und Gruppen“ in Zusammenhang mit Richtlinie 2023/2775/EU, Artikel 1.
| Größe   | Kriterien (min. 2 erfüllt)                                            | PIE                 | kein PIE            |
| ------- | --------------------------------------------------------------------- | ------------------- | ------------------- |
| Groß    | Mitarbeiter > 250 Bilanzsumme > 25 Mio. EUR Nettoumsatz > 50 Mio. EUR | ab 2024 1 bzw. 2025 | ab 2025             |
| Mittel  | Mitarbeiter ≤ 250 Bilanzsumme ≤ 25 Mio. EUR Nettoumsatz ≤ 50 Mio. EUR | ab 2026             | keine Verpflichtung |
| Klein   | Mitarbeiter ≤ 50 Bilanzsumme ≤ 5 Mio. EUR Nettoumsatz ≤ 10 Mio. EUR   | ab 2026             | keine Verpflichtung |
| Kleinst | Mitarbeiter ≤ 10 Bilanzsumme ≤ 450.000 EUR Nettoumsatz ≤ 900.000 EUR  | keine Verpflichtung | keine Verpflichtung |
Fußnoten zur Tabelle:

## Nachhaltigkeitsbericht
Die CSRD legt Offenlegungspflichten für eine Reihe von Informationen und Indikatoren fest, die auf Grundlage einer Analyse der so genannten „doppelten Wesentlichkeit“ dargestellt oder quantifiziert werden müssen. Dieses Konzept umfasst die zwei Dimensionen der Auswirkungen des Unternehmens auf die Umwelt und die Gesellschaft aufgrund seiner Tätigkeit und die Auswirkungen des ökologischen, klimatischen und gesellschaftlichen Übergangs auf das Unternehmen (physische Risiken und Übergangsrisiken).
Die CSRD strukturiert die Berichterstattung in vier Bereiche: (1) allgemeine Standards, (2) Umweltstandards, (3) Soziale Standards, (4) Governance-Standards.
Die CSRD sieht die Schaffung detaillierter Standards für die Nachhaltigkeitsberichterstattung vor, die sogenannten ESRS-Standards (für European Sustainability Reporting Standards), die es ermöglichen, die Veröffentlichungen der Unternehmen zu jeder der drei Achsen Umwelt, Soziales und Governance (ESG) einzurahmen und zu harmonisieren. Für jeden dieser Standards legt sie Offenlegungsanforderungen („DR“, Disclosure Requirement) fest. Die folgende Tabelle listet die ESRS auf, nennt die Anzahl der DR für jeden ESRS und unterstreicht diejenigen ESRS, deren Veröffentlichung in jedem Fall verpflichtend sind.
| Allgemeine Standards               | Umwelt-Standards (E)                               | Soziale Standards (S)                             | Governance-Standards (G)          |
| ---------------------------------- | -------------------------------------------------- | ------------------------------------------------- | --------------------------------- |
| 1 Allgemeine Anforderungen: 0 DR   | E1 Klimawandel: 9 DR                               | S1 Eigene Belegschaft: 17 DR                      | G1 Unternehmenspolitik: 6 DR      |
| 2 Allgemeine Angaben: 12 DR        | E2 Umweltverschmutzung: 6 DR                       | S2 Arbeitskräfte in der Wertschöpfungskette: 5 DR |                                   |
|                                    | E3 Wasser- und Meeresressourcen: 5 DR              | S3 Betroffene Gemeinschaften: 5 DR                |                                   |
|                                    | E4 Biologische Vielfalt und Ökosysteme: 6 DR       | S4 Verbraucher und Endnutzer: 5 DR                |                                   |
|                                    | E5 Ressourcennutzung und Kreislaufwirtschaft: 6 DR |                                                   |                                   |
| Allgemeine Standards gesamt: 12 DR | Umwelt-Standards gesamt: 32 DR                     | Soziale Standards gesamt: 32 DR                   | Governance-Standards gesamt: 6 DR |

Neben den umfassenden ESRS hat die EFRAG mit dem VSME einen freiwilligen Berichtsstandard für kleine und mittlere Unternehmen (KMUs) entwickelt. Durch die Erhöhung der Schwellenwerte im Zuge des Omnibus-Vorschlags gewinnt der VSME an Bedeutung.